# Aude Moreau
Pour les articles homonymes, voir Moreau (nom de famille).
Aude Moreau est une footballeuse française, née le 5 août 1990 à Neuilly-sur-Seine dans les Hauts-de-Seine. Elle évolue au poste de milieu de terrain relayeuse et a débuté au club du FC Les Lilas, avant de jouer notamment au Paris Saint Germain et à l'AS Saint-Etienne. Après avoir joué plus de 280 matchs de championnat en D1 Arkema et Division 2, elle termine sa carrière au Puy Foot 43 Auvergne en mai 2022.

## Statistiques et palmarès

### Statistiques
Le tableau suivant présente, pour chaque saison, le nombre de matchs joués et de buts marqués dans le championnat national, en Coupe de France (Challenge de France) et éventuellement en compétitions internationales. Le cas échéant, les sélections nationales sont indiquées dans la dernière colonne.
| Saison    | Club                    | Championnat | Championnat | Championnat | Coupe nationale | Coupe nationale | Coupe nationale | Sélections nationales | Sélections nationales | Sélections nationales |
| Saison    | Club                    | Type        | Matchs      | Buts        | Type            | Matchs          | Buts            | Type                  | Matchs                | Buts                  |
| 2005-2006 | VGA Saint-Maur          | D2          | 22          | 0           | CdF             |                 |                 | U17                   | 1                     | 1                     |
| 2006-2007 | CNFE Clairefontaine     | D1          | 6           | 0           | CdF             | -               | -               | U17                   | 7                     | 0                     |
| 2007-2008 | Paris Saint-Germain     | D1          | 15          | 0           | CdF             | 3               | 0               | U19                   | 2                     | 0                     |
| 2008-2009 | AS Montigny             | D2          | 21          | 5           | CdF             | 4               | 1               | U19                   | 8                     | 2                     |
| 2009-2010 | AS Montigny             | D1          | 22          | 0           | CdF             | 1               | 0               | U19                   | 1                     | 0                     |
| 2010-2011 | AS Saint-Étienne        | D1          | 22          | 1           | CdF             | 5               | 0               | U20                   | 1                     | 0                     |
| 2011-2012 | AS Saint-Étienne        | D1          | 21          | 1           | CdF             | 2               | 0               | France B              | 1                     | 0                     |
| 2012-2013 | AS Saint-Étienne        | D1          | 16          | 2           | CdF             | 6               | 1               | -                     | -                     | -                     |
| 2013-2014 | AS Saint-Étienne        | D1          | 22          | 1           | CdF             | -               | -               | France B              | 1                     | 0                     |
| 2014-2015 | FCF Juvisy              | D1          | 10          | 0           | CdF             | 2               |                 | France B              | 2                     | 0                     |
| 2015-2016 | FCF Val d'Orge          | D2          | 21          | 0           | CdF             | 4               | 0               | -                     | -                     | -                     |
| 2016-2017 | AS Saint-Étienne        | D1          | 22          | 0           | CdF             | 5               | 0               | -                     | -                     | -                     |
| 2017-2018 | AS Saint-Étienne        | D2          | 22          | 1           | CdF             | 5               | 0               | -                     | -                     | -                     |
| 2018-2019 | AS Saint-Étienne        | D2          | 13          | 0           | CdF             | 2               | 0               | -                     | -                     | -                     |
| 2019-2020 | Le Puy Foot 43 Auvergne | R1          | 21          | 1           | CDF             | 2               | 0               | -                     | -                     | -                     |
| 2020-2021 | Le Puy Foot 43 Auvergne | D2          | 6           | 0           | CDF             | 0               | 0               | -                     | -                     | -                     |
| 2021-2022 | Le Puy Foot 43 Auvergne | D2          | 19          | 0           | CDF             | 2               | 0               | -                     | -                     | -                     |

### Palmarès

#### En club
- Vainqueur de la Coupe de France : 2011 (AS Saint-Étienne)
- Finaliste de la Coupe de France : 2008 (Paris SG), 2013 (AS Saint-Étienne)
- Vice-championne de France de Division 2 : 2009 (AS Montigny)

#### En sélection
- France U17
  - Finaliste de la Nordic Cup : 2006 en Finlande
- France U19
  - Demi-finaliste du Championnat d'Europe des moins de 19 ans : 2009 en Biélorussie